# Euarestella abyssinica
Euarestella abyssinica är en tvåvingeart som beskrevs av Erich Martin Hering 1937. Euarestella abyssinica ingår i släktet Euarestella och familjen borrflugor.
Artens utbredningsområde är Etiopien. Inga underarter finns listade i Catalogue of Life.